# Кендигелян, Михаил Васильевич
Миха́ил Ва́сильевич Кендиге́лян (гаг. и рум. Mihail Kendighelean; род. 4 октября 1941, Комрат, Молдавская ССР, СССР) — деятель гагаузского национального движения. Активный участник образования самопровозглашенной Республики Гагаузия (существовала с 1990 по 1995 гг.).

## Биография
С 1958 по 1962 год учился в Тираспольском Государственном педагогическом институте им. Т.Г. Шевченко.
С 1962 по 1972 год работал учителем русского языка и литературы в с. Чок-Майдан МССР, директором школы.
С 1972 по 1977 год работал директором школы № 3 города Комрат.
В 1990—1995 гг. возглавлял Верховный Совет Гагаузской Республики — законодательный орган непризнанной Республики Гагаузия.
В 1999—2002 гг. возглавлял Народное Собрание — законодательный и представительский орган Гагаузии.
В июне 2010 года вошёл в состав основателей движения «Совет старейшин Гагаузии».

## Награды
- Кавалер ордена Республики (Молдова, 26 декабря 2017) — за значительный вклад в обеспечение политической, экономической и культурной самостоятельности автономного территориального образования Гагаузия (Гагауз Ери), заслуги в продвижении социальных преобразований в регионе и активную организаторскую деятельность[3]